# Michael Kiske
Michael Kiske (Amburgo, 24 gennaio 1968) è un cantante tedesco, celebre nell'ambiente heavy metal e power metal per essere stato il cantante degli Helloween dal 1987 al 1993 e di nuovo dal 2017.
Nella parte centrale della sua carriera si dedica invece a sonorità distanti dall'heavy metal e più orientate all'AOR, pur continuando a collaborare con band come Gamma Ray, Avantasia, Edguy e tante altre.

## Biografia

### Esordio con gli Helloween
Michael Kiske si appassiona al metal grazie a gruppi come Iron Maiden e Judas Priest. Inizia la sua carriera musicale a 16 anni cantando in una band chiamata I'II Prophecy. Con loro incide solo un mini LP contenente 5 brani, di cui 2 ripresi e riadattati successivamente dagli Helloween nei loro album di maggior successo: A little time in Keeper of the seven keys - Part I e You always walk alone in Keeper of the seven keys - Part II.
Nel 1987 Kiske si unisce agli Helloween acquistando una fama mondiale per la sua tonalità acuta e la voce cristallina. Brani come Eagle fly free, Dr. Stein, I want out e Future world lo fanno entrare di diritto nell'olimpo dell'heavy metal. Dopo la pubblicazione dei 2 "Keeper" inizia il tour mondiale che vede gli Helloween protagonisti in diversi concerti e festival, occasioni in cui Kiske ha la possibilità di mostrare al pubblico le sue doti vocali. Qualcuno arriva a definirlo persino il miglior cantante metal di tutti i tempi, paragonandolo spesso a Bruce Dickinson degli Iron Maiden.
Dopo questa serie di successi gli Helloween entrano in crisi, e molti ritengono che la voce di Kiske abbia ammorbidito troppo il sound della band al punto da snaturarne il caratteristico sound speed metal che li contraddistingueva. In effetti Kiske, successivamente ai 2 "Keeper", cominciò a comporre diversi pezzi per gli Helloween che avevano poco a che fare con il classico sound metal. A causa di ciò moltissimi fans rimangono delusi da queste nuove tendenze, e le delusioni alimentarono a loro volta i dissidi interni al gruppo sorti in seguito agli scarsi successi di album come Pink bubbles go ape (1991) e Chameleon (1993).

### L'uscita dagli Helloween
Nel 1993 Kiske abbandona gli Helloween. Oltre ai contrasti con il leader Michael Weikath, dichiarò di essere stanco del metal e della sua chiusura mentale e di come invece la musica debba essere espressione libera dell'anima, dichiarando che non farà mai più musica metal. "I primi tre anni con gli Helloween, fino alla dipartita di Kai Hansen, sono stati bellissimi, tra i più belli della mia vita. Le cose si sono complicate in seguito, ed ora che i rapporti tra noi si sono totalmente deteriorati non potrei mai suonare con loro. Quando abbiamo registrato i due 'Keeper' sentivo il sangue ribollirmi nelle vene, erano dischi in cui credevo. Il metal fa ancora parte di me, però da tempo non mi dà più stimoli! Anche quando suonavo insieme agli Helloween, erano Kai Hansen e Michael Weikath a comporre le tipiche speed metal song, i pezzi che portavano la mia firma avevano un stile totalmente diverso, non ho mai amato composizioni alla velocità della luce. Mi sono allontanato dalla scena metal, c’erano delle domande a cui dovevo assolutamente trovare una risposta, e fra queste vi era la mia concezione di arte e di musica.Non ascolterete più metal da parte mia per tutto il resto della mia vita e non parlerò mai più di questo. La scena metal non fa per me! Non sono ciò che la scena vuole e non sono neanche mai stato l’uomo adatto per gli Helloween. Sono sempre stato trattato come un estraneo perché non ero come loro".

### Progetti e ritorno alla musica
Dopo gli Helloween Kiske pubblicò un libro dal titolo Kunst und materialismus, una sorta di trattato filosofico circa il proprio punto di vista dell'arte e della musica.
Nel 1996 esce Instant Clarity, il suo primo album solista, composto quasi per intero da Michael ad eccezione di alcuni pezzi composti dal chitarrista Ciriaco Teraxes. L'album è caratterizzato anche da alcune partecipazioni prestigiose come Kai Hansen e Adrian Smith.
Nel 1999 pubblica Readiness to Sacrifice, disco autoprodotto che si dimostra più un esperimento che un vero e proprio album ufficiale.
Il 2001 lo vede ritornare finalmente al metal, infatti appare come special guest negli Avantasia di Tobias Sammet, da sempre suo grande fan e che diventerà ben presto suo amico e lo coinvolgerà in ogni album del progetto.
Nel 2003 realizza un album con una band da lui fondata chiamata Supared. Viene creato anche il sito web ufficiale della band nel cui forum si possono leggere gli interventi dei fan. Alcuni accusano Kiske di non essere più quello di una volta, mentre altri arrivano ad implorarlo di tornare al vecchio stile metal. L'album però riscontra l'apprezzamento di molti, anche se le vendite non vanno particolarmente bene forse anche a causa di una scarsa campagna pubblicitaria.Al disco non segue nessun tour per problemi di salute di Kiske operato allo stomaco nel 2003, per questo, sembra sparito nuovamente dalla scena musicale.
Nel 2005 Kiske presta la voce ad un progetto dal titolo Place Vendome ideato da Serafino Perugino (fondatore dell'etichetta Frontiers Records), prodotto da Dennis Ward e suonato con alcuni musicisti dei Pink Cream 69 e Günter Werno, tastierista dei Vanden Plas. Tutti i pezzi vengono cantati ma non composti da Kiske, comunque la risposta unanime degli appassionati è positiva, per loro si tratta del ritorno all'hard rock ed alle sonorità vocali tipiche del suo repertorio migliore.Nel 2006 esce Kiske, un disco orientato al soft rock, mentre nel 2008 partecipa a più progetti: pubblica Past in different ways in cui riarrangia acusticamente e reinterpreta celebri brani degli Helloween da lui scritti, quest'opera viene però apprezzata solo da una ristretta cerchia di fan e le vendite sono deludenti. Partecipa a The scarecrow,terzo disco degli Avantasia, canta nell'album di Timo Tolkki Revolution Renaissance, e duetta con gli Italiani Trick or Treat sul loro secondo album Tin Soldiers.Nel 2009 esce il nuovo disco dei Place Vendome,Streets of fire,anche se i brani non portano la firma del cantante ne valorizzano appieno l'ottima tecnica vocale e la timbrica che da sempre lo caratterizzano.
Nel 2012 fonda con l'ex collega Kai Hansen gli Unisonic, una band power metal con venature AOR con i quali pubblica due album:Unisonic (nel 2012) e Light of dawn (nel 2014). I due album riscuotono ottime recensioni dalla critica, ed entusiasmano molti fan che da tempo sognavano un ritorno di Kiske al metal in una vera e propria band, a maggior ragione assieme a Kai Hansen.

### Il ritorno con gli Helloween
Nel 2013, mentre è con gli Avantasia in un tour mondiale, durante un festival in Svezia, Kiske reincontra il suo ex compagno degli Helloween Michael Weikath con cui ebbe forti contrasti e che di fatto lo licenziò dalla band. I due si riappacificano e riprendono i contatti, e nel 2017 annunciano una reunion degli Helloween in occasione del 30º anniversario di Keeper of the seven keys;“Ho incontrato Michael Weikath,è stato estremamente gentile ed amichevole.Lui mi ha etto che cos’ho fatto io che non puoi ancora perdonarmi?E gli ho risposto penso di essermelo dimenticato molto tempo fa, ho realizzato che tutto quell’astio se n’era andato in qualche modo.Non sapevo cosa sarebbe successo poi, ma abbiamo parlato e tutto è andato bene. Passato tutto il 2014, nei quali abbiamo avuto dei live con gli Unisonic, Kai Hansen alla fine di uno di quegli show mi disse: Mike, se non facciamo più niente assieme col nome Helloween siamo degli idioti!A quel punto gli ho risposto: ci sto!L’anno dopo ci siamo rivisti tutti assieme, i ragazzi erano nervosi ma è andato tutto molto bene,è sembrata davvero la cosa giusta da fare. Anche per me che fino a qualche anno fa non potevo neppure sentirne parlare ora lo sento addirittura come un sollievo".
Dunque nel 2017 Michael Kiske rientra ufficialmente negli Helloween insieme a Kai Hansen per un tour celebrativo che vede la formazione estesa a 7 elementi esibirsi in tutti i continenti per il gigantesco Pumpkin United World Tour, dal quale vengono tratti il DVD e disco dal vivo United Alive. Successivamente prende parte alla stesura del nuovo disco in studio Helloween che viene pubblicato nel giugno 2021, il primo dai tempi di Chameleon (1993).

## Influenze musicali
Da un'intervista ha dichiarato le sue preferenze ed influenze musicali;"Sono cresciuto con gli Iron Maiden di “The Number of the Beast” e “Piece of Mind”, e i Judas Priest di “Painkiller”. Sono cresciuto con i Beatles ed Elvis Presley, ed anche nei miei anni più 'metallici', dai 14 ai 18 anni o qualcosa in più, ho sempre continuato ad ascoltare band come gli U2, Metallica, Ozzy Osbourne, Black Sabbath, Queensrÿche. Tutte queste band che erano 'cool' negli anni ’80, ma nel frattempo ascoltavo anche Pat Benatar, Kate Bush, Simon and Garfunkel.Non ascolto molta musica pesante. Negli anni ’90 il metal ha virato verso generi più “brutali” come Korn e Slipknot che proprio non mi piacciono affatto. Nella vita privata ascolto molta musica tranquilla, ad esempio Cara Dilon, una cantante irlandese folk con una voce molto dolce.Mi piacciono i Muse, ho apprezzato molto i loro due ultimi dischi, mi hanno ricordato molto i Queen ma con una propria personalità, il loro è un modo molto teatrale di fare rock. Sono sempre stato molto open-minded, a parte per il death metal ed il RAP."
Ha una voce di tipo tenore e possiede un'estensione vocale di quasi 4 ottave, in quanto è in grado di raggiungere anche note estremamente alte (LA5) e note gravi baritonali (MI2). Molti cantanti lo citano come una delle maggiori influenze.

## Discografia

### Helloween
- 1987 - Keeper of the Seven Keys - Part I
- 1988 - Keeper of the Seven Keys - Part II
- 1989 - Live in the UK
- 1991 - Pink Bubbles Go Ape
- 1993 - Chameleon
- 2019 - United Alive
- 2021 - Helloween

### Unisonic
- 2012 - Unisonic
- 2014 - Light of Dawn
- 2017 - Live in Wacken

### Supared
- 2003 - Supared

### Place Vendome
- 2005 - Place Vendome
- 2009 - Streets of Fire
- 2013 - Thunder in the Distance
- 2017 - Close to the Sun

### Solista
- 1996 - Instant Clarity
- 1999 - Readiness to Sacrifice
- 2006 - Kiske
- 2008 - Past in Different Ways

### Kiske/Somerville
- 2010 - Kiske/Somerville
- 2015 - City of Heroes

### Partecipazioni e collaborazioni
- 2001 - Avantasia - The Metal Opera - Part I
- 2002 - Avantasia - The Metal Opera - Part II
- 2007 - Avantasia - Lost in Space (Part I)
- 2007 - Avantasia - Lost in Space (Part II)
- 2008 - Avantasia - The Scarecrow
- 2010 - Avantasia - Angel of Babylon
- 2010 - Avantasia - The Wicked Symphony
- 2013 - Avantasia - The Mystery of Time
- 2016 - Avantasia - Ghostlights
- 2019 - Avantasia - Moonglow
- 2022 - Avantasia - A Paranormal Evening with the Moonflower Society
- 1995 - Gamma Ray - Land of the Free
- 2002 - Timo Tolkki - Hymn to Life
- 2003 - Masterplan - Masterplan
- 2003 - Aina - Days of Rising Doom
- 2004 - Thalion - Another Sun
- 2005 - Tribuzy - Execution
- 2005 - Edguy - Superheroes
- 2008 - Revolution Renaissance - New Era
- 2008 - Trick or Treat - Tin Soldiers
- 2010 - Gamma Ray - To the Metal
- 2012 - Luca Turilli's Rhapsody - Ascending to Infinity
- 2012 - Tomorrow's Outlook - 34613
- 2013 - Infinita Symphonia - Infinita Symphonia
- 2013 - Timo Tolkki's Avalon - The Land of New Hope
- 2014 - Starchild - Starchild
- 2015 - Wolfpakk - Rise of the Animal
- 2016 - Hansen & Friends - XXX - Three Decades in Metal
- 2018 - Marius Danielsen - Marius Danielsen's Legend of Valley Doom part 2
- 2023 - Timo Tolkki - Renaissance Acoustica